# Damien Cler
Pour les articles homonymes, voir Cler.

a Compétitions nationales et continentales officielles uniquement.

b Matchs officiels uniquement.
Dernière mise à jour le 2 juillet 2019.
Damien Cler, né le 2 octobre 1983, est un joueur français de rugby à XV évoluant au poste d'ailier. Il compte plusieurs sélections avec l'équipe de France de rugby à sept.

## Biographie
Damien Cler est formé à l'US Montayral et au SU Agen.
Il est le 3e meilleur marqueur d'essais lors du Championnat de France de rugby à XV de 2e division 2012-2013.
En 2015, il est appelé par le sélectionneur Frédéric Pomarel pour jouer avec l'équipe de France de rugby à sept, avec laquelle il participe aux Jeux olympiques d'été de 2016.
En 2016 il signe son retour au rugby à XV en signant dans le club lot et garonnais de l’AS Layrac qui évolue en championnat de France de rugby à XV de 3e division fédérale.
Le 25 juin 2023 à Fleurance, il devient Champion de France de rugby en remportant le Championnat de France de rugby à XV de 2e division fédérale avec l’AS Layrac en disposant de l’UA Gaillac 17-6 en finale,.

## Palmarès
- AS Layrac
  - Vainqueur du Championnat de France de Fédérale 2 en 2023